# Staffelei

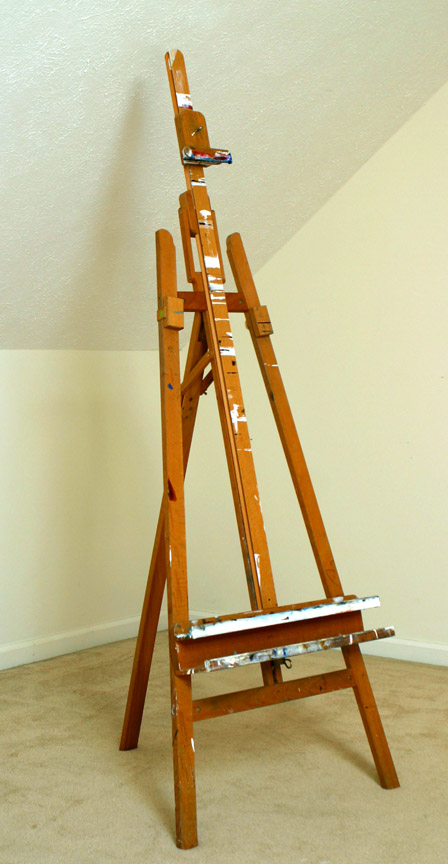
Staffelei

Eine Staffelei (auch Staffel) ist ein Gestell, meist aus Holz oder Metall, dessen sich der Maler beim Anfertigen seiner Bilder zur Befestigung mittels Aufstellen derselben bedient. Ein derart angefertigtes Gemälde wird auch im Gegensatz zur Wand- und Deckenmalerei als Staffeleibild bezeichnet. Das Wort kommt von der veralteten Bezeichnung Staffel für eine Leitersprosse, weshalb auch heute noch in manchen Gegenden des deutschsprachigen Raumes eine klappbare, selbstständig stehende Leiter (Bockleiter) (im Gegensatz zu einer Leiter, die man z. B. an eine Wand anlehnen muss) als Staffelei bezeichnet wird. Im künstlerischen Umfeld bezeichnet der Begriff der Staffelei jedoch eine Vorrichtung, mit der die Leinwand in einer erhöhten und für das Arbeiten idealen Position gehalten wird.

## Beschaffenheit
Akademiestaffeleien, Kofferstaffeleien und Feldstaffeleien sind, um Kippeln zu vermeiden, in der Regel dreibeinig und haben an der Rückseite eine bewegliche Stütze, um eine frei wählbare schräge Stellung zu erreichen. An der Vorderseite befindet sich ein bewegliches Querholz zur Höhenverstellung des Bildes, was durch eiserne oder hölzerne Bolzen erfolgt. Diese werden in parallel angebrachte Öffnungen gesteckt, auf denen das Querholz aufliegt. Daneben gibt es sogenannte H-Rahmen-Staffeleien. Ihre Streben sind parallel angeordnet, sodass sie einen rechteckigen Stand in H-Form haben. Der Winkel zum Boden kann bei manchen H-Rahmen-Staffeleien verstellt werden. Als dritte Form existiert Mischung aus Dreibein- und H-Rahmen-Gestell. Die Staffelei im „Mehrzweck-Design“ verfügt über viele extra Möglichkeiten zur individuellen Anpassung. Zum Beispiel eine drehbare Arbeitsfläche.

## Arten

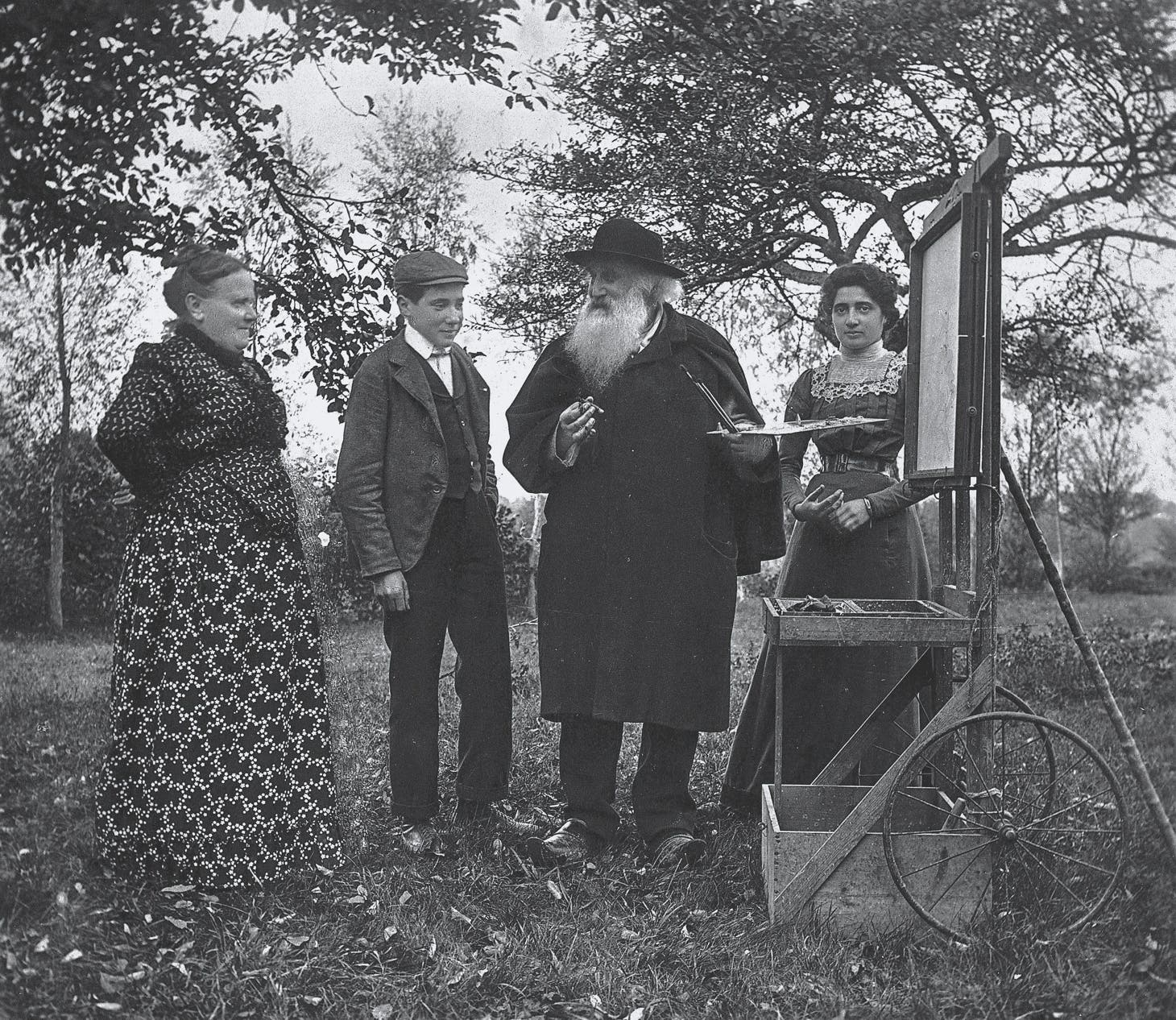
Pissarro mit Familie an seiner mobilen Staffelei, Éragny, 1901. Archives Musée Camille Pissarro

Staffeleien werden außer nach Konstruktionstyp auch nach Art unterschieden. Ateliersstaffeleien bzw. Studiostaffeleien sind in der Regel schwer und damit stabil genug, um große Leinwandgemälde zu halten. Aufgrund der stabilen Bauart sind diese für den stationären Einsatz geeignet. Zum Transport und zur Aufstellung in freier Natur eignen sie sich allerdings nur bedingt. Hierfür werden leichtere, klapp- und faltbare Feldstaffelei benutzt. Eine Unterform sind französische Kofferstaffeleien mit integriertem Fach für Malutensilien. Eher schmal und platzsparend sind auch  zusammenklappbare Künstler-Staffeleien. Ebenso wie Paintstationen, die sich für Malarbeiten am Tisch – auch im Miniaturbereich – gut eignen. Etwas kürzer, und häufig mit Extras wie Whiteboard oder Kreidetafel ausgestattet, gibt es Staffeleien auch eigens für Kinder.
Für Präsentationszwecke bietet der Markt Präsentationsstaffeleien für Bilderausstellungen,  Ministaffeleien für Speisekarten, Fotos und Ähnliches, sowie Moderationsstaffeleien, die zum Beispiel in Seminaren zur Visualisierung verwendet werden.
Daneben finden Staffeleien auch in Fotolabors Verwendung, wo sie das Fotopapier während der Belichtung in Position halten.

## Verwendung

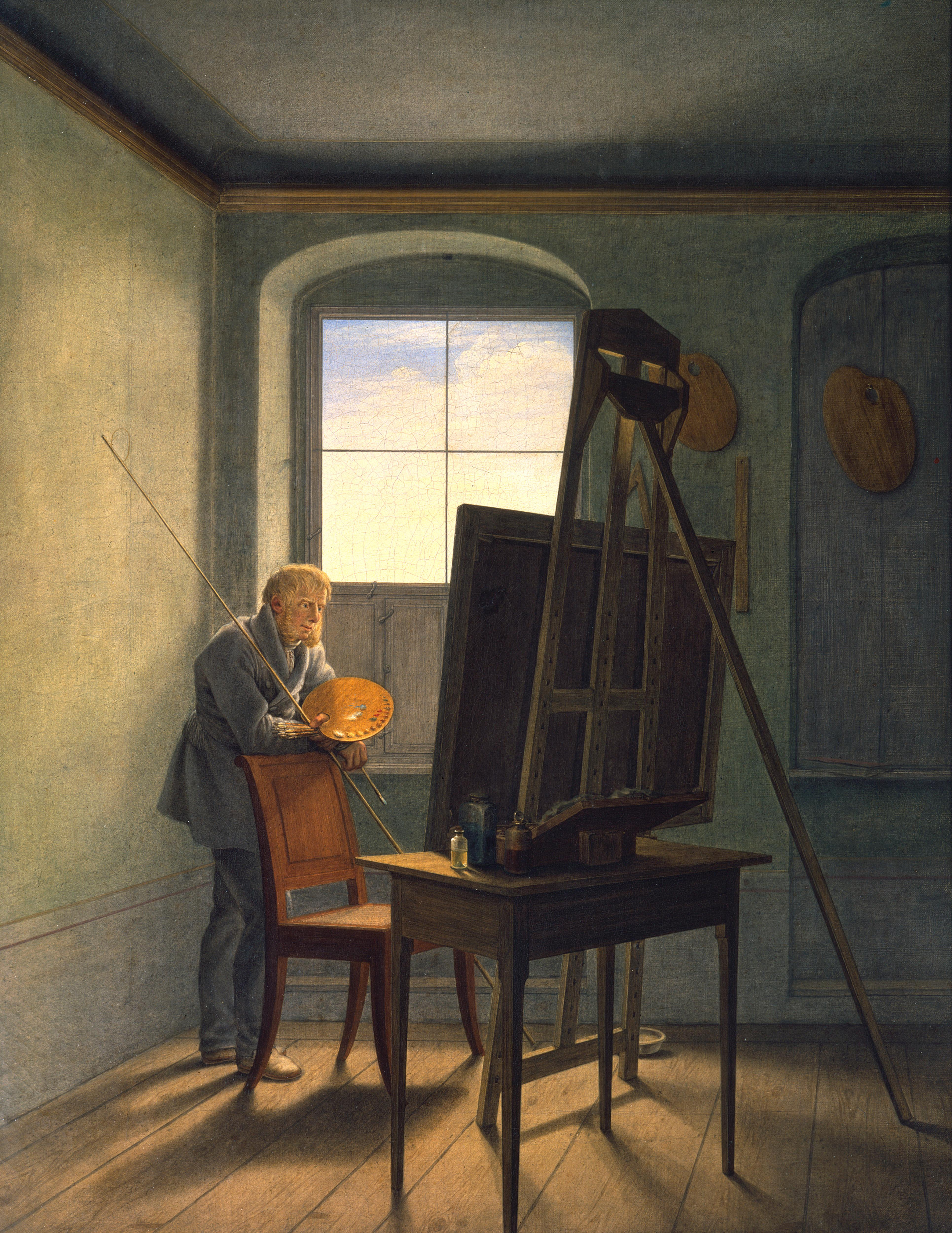
Caspar David Friedrich in seinem Atelier vor seiner Staffelei

Zahlreiche Maler porträtieren sich selbst an der Staffelei malend. Einige Künstler wie Goya oder Diego Velázquez (dieser in seinem Werk „Las Meninas“) stellten sich auf großen Auftragsgemälden hinter ihrer Staffelei als subjektiver Beobachter der zu malenden Personen dar. Die befreundeten Maler Camille Pissarro, Claude Monet und Pierre-Auguste Renoir stellten oft ihre Staffeleien nebeneinander auf und malten gemeinsam die gleichen Motive, wobei jedoch jeder seinen eigenen Stil bewahrte.

## Wissenswertes
Das Sternbild Maler wurde 1752 von dem französischen Astronomen Nicolas Louis de Lacaille eingeführt. Auf älteren Sternkarten wird es meist als 'Staffelei mit Pinsel dargestellt.
Im Englischen wird die Staffelei easel genannt, das sich vom germanischen Wort Esel ableitet. Im Niederländischen heißt sie Ezel.